# Rip This Joint
«Rip This Joint» —en español: «Fúmate este porro»— es una canción de la banda británica de rock The Rolling Stones, escrita por Mick Jagger y Keith Richards, incluida su álbum doble Exile on Main St. de 1972. Grabada entre octubre de 1971 y marzo de 1972, esta es una de las tantas canciones del álbum que fueron grabadas en Villa Nellcôte, una casa alquilada por Keith Richards, ubicada en el sur de Francia. Esta era la canción más rápida de la banda hasta «Flip the Switch» , incluido en el álbum Bridges to Babylon de 1997, que tiene beats más rápidos.

## Composición
Tiene una vertiginosa letra a cargo de Jagger que en sus líneas plasma un cuento emarañado y laberíntico sobre un viaje a través de los Estados Unidos visto desde la perspectiva de un extranjero, esta comienza con su partida de casa:

"Mama says yes, Papa says no, Make up you mind 'cause I got to go; I'm gonna raise hell at the Union Hall... (Mamá dice sí, Papá dice no, decídete porque tengo que irme; haré un alboroto en el Union Hall... )

Pide entrada a la Unión Americana con aluciones a los problemas legales de la banda, posibles lugares de su próxima gira por EE. UU. además de hacer una referencia al presidente de los Estados Unidos Richard Nixon y su esposa Pat:

"Mister President, Mister immigration man, Let me in, sweetie, to your fair land, I'm Tampa bound and Memphis too [...] Dick and Pat in old D.C, Well, they're gonna hold some shit for me" (Sr. Presidente, Sr. Inmigración, Déjame entrar, cariño, a tu tierra honrada; Estoy vetado de Tampa y de Memphis también, [...] Dick y Pat en la vieja D.C. van a guardar algo de m**** para mí)

La letra de la canción hace referencia de encuentros con las groupies "Barbara the Butter Queen", famosa por el uso de mantequilla durante sus relaciones con los rockstars, y las integrantes de las Dixies en su paso por sur de la nación:

Down to New Orleans with the Dixie Queen, 'cross to Dallas, Texas with the Butter Queen. (Bajé a Nueva Orleans con la Dixie Queen, Crucé a Dallas, Texas con la Butter Queen)

Los Stones experimentaron con la fusión de los géneros de dos artistas, el rockabilly de Jerry Lee Lewis y el rock and roll/boogie woogie de Chuck Berry. En la mezcla apenas se alcanzan a escuchar la guitarras, que durante todo el trascurso de la misma se encuentran debajo de la trompeta, el saxo y el piano. En la reseña de la canción, Bill Janovitz dice, "El resultado es un ritmo frenético que se asemeja a los tempos tocados por las duras bandas de punk rock aproximadamente diez años después, ciertamente reconociendo la excitante crudeza de los inicios del rock & roll... Aunque a la banda más que gustarle no se sienta y la preconcibe tal y como es, la grabación parece exponer la imagen nada menos que de los espacios abiertos de América a través de su música nacional — desde la urbana alma rústica del Country hasta el New Orleans jazz. «Rip This Joint» establece el tono de este viaje, como una narración del viaje moderno, al estilo «Route 66», desde Birmingham a San Diego."

## Grabación
La grabación de esta canción, al igual de varias de las canciones del disco, comenzó a finales de 1971 en la casa que rentó Richards en Francia, Villa Nellcôte, usando el estudio móvil de The Rolling Stones. Se terminó de mezclar en los estudios Sunset Sound de Los Ángeles, donde otras canciones básicas del disco recibieron los toques finales (además de «Rip This Joint», los fueron «Shake Your Hips», «Casino Boogie», «Happy», «Rocks Off», «Turd on the Run» y «Ventilator Blues» ) durante el periodo comprendido entre diciembre de 1971 hasta mayo de 1972.

## Legado
«Rip This Joint» fue tocada frecuentemente por los Stones a principios de años 1970 antes de que desapareciera completamente del repertorio de la banda y fuera reintroducida en sus fechas europeas del Voodoo Lounge Tour de 1995 y el subsecuente Licks Tour en 2002 y 2003.

## Personal
Acreditados:
- Mick Jagger: voz, coros.
- Keith Richards: guitarra eléctrica, coros.
- Mick Taylor: guitarra eléctrica.
- Bill Plummer: bajo.
- Charlie Watts: batería.
- Nicky Hopkins: piano.
- Bobby Keys: saxofón.
- Jim Price: trombón, trompeta.

## En la cultura popular
- La canción aparece en los créditos finales de How I Spent My Strummer Vacation, segundo episodio de la temporada 14 de la serie estadounidense animada Los Simpson, episodio en donde aparecieron Mick Jagger y Keith Richards, además de otros rockstars como Elvis Costello, Lenny Kravitz, Tom Petty y Brian Setzer.[6]